# Liste der Kulturdenkmäler in Elsoff (Westerwald)
In der Liste der Kulturdenkmäler in Elsoff (Westerwald) sind alle Kulturdenkmäler der rheinland-pfälzischen Ortsgemeinde Elsoff (Westerwald) einschließlich des Ortsteils Mittelhofen aufgeführt. Grundlage ist die Denkmalliste des Landes Rheinland-Pfalz (Stand: 21. Dezember 2021).

## Einzeldenkmäler
| Bezeichnung                                | Lage                                                             | Baujahr                            | Beschreibung | Bild                           |
| ------------------------------------------ | ---------------------------------------------------------------- | ---------------------------------- | --- | ------------------------------ |
| Katholische Pfarrkirche St. Peter und Paul | Elsoff, Kirchstraße 19 Lage                                      | 1911                               | dreischiffige späthistoristische Basaltbruchsteinhalle, bezeichnet 1911, mittelalterlicher Turm                                                                                  | weitere Bilder Fotos hochladen |
| Grabkreuz und Kriegerdenkmal               | Elsoff, Kirchstraße, bei Nr. 19/21 Lage                          | 17. und 20. Jahrhundert            | Grabkreuz, 1684 (?) auf Pfeiler, 1779; Kriegerdenkmal 1914/18 | Fotos hochladen                |
| Kreuzweg                                   | Elsoff, östlich des Ortes am Heispel Lage                        | vor 1898                           | vor 1898 angelegter Serpentinenweg zwischen zwei Toren, hohes Kreuz, bezeichnet 1900, Felsenhöhle mit Grablegung, 20. Jahrhundert                                                | Fotos hochladen                |
| Heiligenhäuschen                           | Elsoff, südöstlich des Ortes an der L 298; Flur Kohlheister Lage | 19. Jahrhundert                    | Heiligenhäuschen, wohl aus dem 19. Jahrhundert | weitere Bilder Fotos hochladen |
| Rathaus                                    | Mittelhofen, Brunnenstraße 11/13 Lage                            | zweite Hälfte des 18. Jahrhunderts | Fachwerkhaus mit Niederlass, teilweise massiv, zweite Hälfte des 18. Jahrhunderts                                                                                                | Fotos hochladen                |
| Brunnen                                    | Mittelhofen, Brunnenstraße, bei Nr. 11/13 Lage                   | zweite Hälfte des 19. Jahrhunderts | gusseiserner Laufbrunnen, zweite Hälfte des 19. Jahrhunderts | weitere Bilder Fotos hochladen |
| Katholische Filialkirche                   | Mittelhofen, Kapellenstraße Lage                                 | 1788                               | schlichter Saalbau, bezeichnet 1788 | weitere Bilder Fotos hochladen |
| Heiligenhäuschen                           | Mittelhofen, nördlich des Ortes; Flur In der Langwies Lage       | 19. Jahrhundert                    | Heiligenhäuschen, wohl aus dem 19. Jahrhundert | weitere Bilder Fotos hochladen |
| Hof Krempel                                | Mittelhofen, südlich des Ortes Lage                              | 18. Jahrhundert                    | ehemaliger Gutshof; stattliche Gebäude um rechteckigen Hof, Scheune teilweise Fachwerk, 18. Jahrhundert, Wohnhaus und Stallungen massiv, wohl aus der Mitte des 19. Jahrhunderts | Fotos hochladen                |